# かんさいeスクエア
『かんさいeスクエア』（かんさい いースクエア）は、2003年度から2008年度まで近畿地方2府4県のNHK-FM放送で放送されていたNHK大阪放送局製作の音楽リクエスト番組である。

## 放送時間
平日（祝日、お盆、年末年始を除く）18:00 - 18:50(JST)
本放送枠は地域枠となっており、大阪からは『夕べのひと時』『イブニングミュージックライン』などのリスナー参加型音楽番組を長年提供している。

## パーソナリティー
- 月曜・火曜 長谷部奈穂美
- 水曜・木曜　河北由美
- 金曜は上記2名のローテーション担当

## 内容
- リスナーから寄せられたお便り、リクエスト音楽紹介
- ゲストを交えてのトークと歌の披露
- 日替わり企画

月曜・最新映画情報
火曜・アジア音楽特集
水曜・洋楽特集
木曜・邦楽特集
金曜・週末特集（毎回様々な趣向を凝らした企画を展開）
- その他不定期でBKプラザ（NHK大阪局舎1階のサテライトスタジオ）から公開放送を行う場合がある。その時はBKプラザの公開時間が18時までのため、放送当日日中に録音して夕方に放送する。